# Ігнімбрит

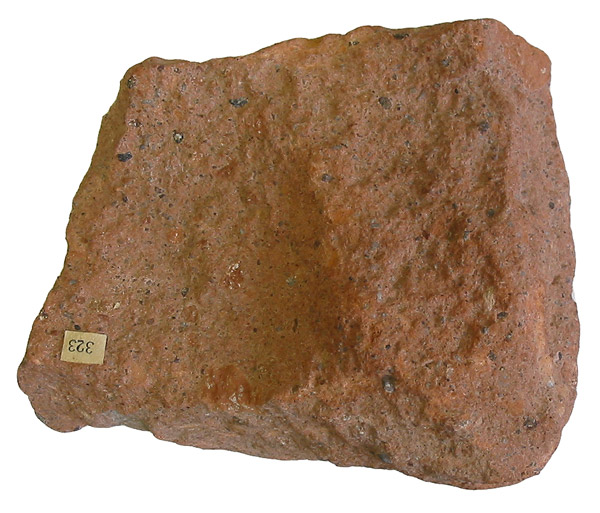
Ігнімбрит — магматична порода.

Ігнімбрит — вулканічна уламкова гірська порода, яка має ознаки як лав, так і пірокластичних утворень.
Має уламкову будову і складається переважно з дрібних частинок вулканічного скла, уламків пемзи і кристалів. Частинки попелу пластично деформовані і, щільно прилягаючи один до одного, зливаються ще в розплавленому стані. Вони довгасті, розташовані паралельно поверхні й утворюють перервнолінійну (або евтакситову) текстуру, що нагадує текстуру течії в лавах. У частково гомогенізованій масі попелу розсіяні фенокристали мінералів і уламки пемзи, сплюснуті згідно з загальною текстурою і перетворені в щільні склуваті диски з характерними полум'явидними границями (ф'ямме — від італ. Fiamma — полум'я).
За складом розрізняють ігнімбрит: ріолітові, дацитові, трахітові, рідше — андезитові.
Ігнімбрити — продукти високорухливих попелових потоків, пов'язаних з виверженнями катмайського типу. Використовуються як будівельний камінь.